# Fed Cup (football americano)
La FED Cup è stata una competizione europea di football americano.
La prima edizione ha avuto luogo nel 1997; il torneo comprendeva club non campioni nazionali. La prima edizione fu giocata da 4 squadre, mentre la seconda da 7.
Il torneo fu chiuso dopo la seconda edizione e fu rimpiazzato nel 2002 dalla EFAF Cup, che unì i princìpi della Fed Cup con quella dell'Euro Cup.

## Team partecipanti
In grassetto i team che partecipano alla stagione in corso (o all'ultima stagione).
| Team                              | Numero Partecipazioni | Titoli vinti |
| --------------------------------- | --------------------- | ------------ |
| Flash de La Courneuve             | 1                     | 1            |
| Gladiatori Roma                   | 1                     | 0            |
| Munich Cowboys                    | 1                     | 0            |
| Bern Grizzlies                    | 1                     | 0            |
| Mousquetaires du Plessis-Robinson | 1                     | 0            |
| Hanau Hawks                       | 1                     | 1            |
| Graz Giants                       | 1                     | 0            |

## Albo d'oro
| Anno | Data | Luogo | Vincitore             | Punteggio | Finalista       |
| ---- | ---- | ----- | --------------------- | --------- | --------------- |
| 1997 | -    | Roma  | Flash de La Courneuve | 28-7      | Gladiatori Roma |
| 1998 | -    | -     | Hanau Hawks           | 48-34     | Graz Giants     |

## Fonti
- (FR) Elitefoot, su elitefoot.com. URL consultato il 17 ottobre 2011 (archiviato dall'url originale il 15 settembre 2008).